# Villa impériale de Hayama

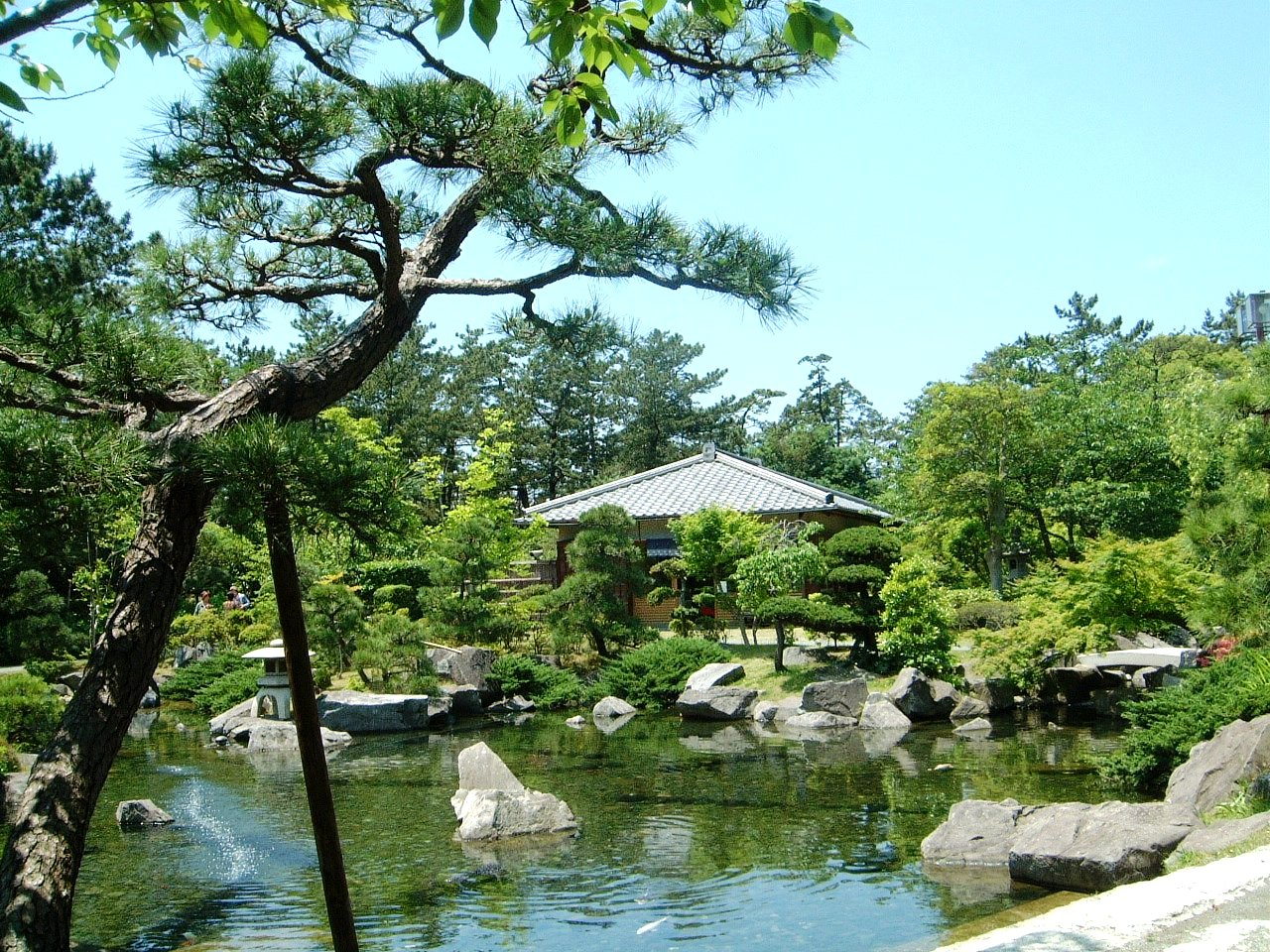
Parc Hayama Shiosai, anciennement partie des jardins de la villa impériale de Hayama.

La villa impériale de Hayama (葉山御用邸, Hayama Goyōtei), située dans la ville de Hayama, préfecture de Kanagawa au Japon, est une résidence appartenant à la famille impériale du Japon, utilisée de façon irrégulière comme retraite informelle d'hiver.

## Histoire
La famille impériale du Japon disposait auparavant de résidences dans plusieurs endroits dans la préfecture de Kanagawa :
- la villa impériale d'Odawara (小田原御用邸, Odawara Goyōtei?), située dans la ville d'Odawara est construite en 1901 par l'empereur Meiji sur le site du château d'Odawara. Elle est désaffectée en 1930, et le site restitué à la ville en vue de la reconstruction du château ;
- la villa impériale de Kamakura (鎌倉御用邸, Kamakura Goyōtei?), située à Kamakura est construite par l'empereur Meiji en 1899 comme résidence d'été pour sa 8e fille, la princesse Fumi-no-miya Nobuko (plus tard mariée au prince Yasuhiko Asaka) et sa 9e fille, la princesse Yasunomiya Toshiko (plus tard mariée au prince Naruhiko Higashikuni). Elle est détruite lors du séisme de 1923 de Kantō et le site est retourné à l'administration de la ville de Kamakura en 1931. Une école occupe désormais les lieux ;
- la villa impériale de Miyanoshita (宮の下御用邸, Miyanoshita  Goyōtei?), située à Hakone est construite par l'empereur Meiji en 1895. C'est la résidence préférée du prince Nobuhito Takamatsu, frère cadet de l'empereur Hirohito. C'est à présent une annexe de l'hôtel Fujiya de Hakone.

La villa impériale de Hayama est acquise par l'Agence impériale en 1894. Elle se trouve sur la rive est de la baie de Sagami au centre de la Péninsule de Miura, juste au sud de Kamakura. Villa préférée de l'empereur Taishō, il la fréquente souvent pour se remettre de ses maladies et échapper aux contraintes de ses fonctions officielles à Tokyo. C'est dans cette villa qu'il décède en décembre 1926. La villa est ensuite utilisée par l'empereur Shōwa qui y fait également construire un laboratoire de biologie marine. Les recherches du laboratoire ont abouti à un certain nombre de monographies techniques. La famille impériale utilise traditionnellement la résidence de Hayama en février-mars, saison durant laquelle peu de touristes visitent la région.
En 1971, la villa est détruite par un incendie volontaire et reconstruite en un bâtiment de plain pied de style occidental. Une partie du terrain est donné à la ville de Hayama à l'époque et constitue maintenant le parc Shiosai Hayama avec un jardin japonais traditionnel et une maison de thé ainsi qu'un petit musée qui expose une partie de la collection de spécimens marins de la baie de Sagami recueillis par l'emperor Hirohito.